# خداحافظی طولانی (رمان)
خداحافظی طولانی (به انگلیسی: The Long Goodbye) رمانی پلیسی، جنایی از ریموند چندلر نویسنده رمان جنایی و پلیسی است که با ترجمه فتح‌الله جعفری جوزانی ترجمه و انتشار یافته‌است. این رمان یکی از ۱۰ کتاب توصیه شده مجله تایم است.

## خلاصه داستان
مردی به نام «تری لنوکس» که با دختری از طبقه ثروتمند آشنا می‌شود، اما چون خود از ثروت بهره‌ای ندارد با بی‌مهری دختر مواجه می‌گردد و ناگزیر از او فاصله می‌گیرد. سرانجام «تری» با مساعدت دوستش ـ کارآگاه مارلو ـ کاری در «لاس‌وگاس» می‌یابد و اوضاع او به شدت رو به بهبودی می‌رود و پول فراوان دست و پا می‌کند. او با تغییر وضع مالی خود به سراغ همان دختر می‌رود و با او ازدواج می‌کند. این امر البته با نارضایتی کارآگاه مارلو صورت می‌گیرد. یکچند سپری می‌شود تا این که «تری» با حالتی وحشت‌زده و تفنگ به دست نزد کارآگاه مارلو می‌آید…

## برداشت سینمایی
رابرت آلتمن فیلمساز آمریکایی هم فیلمی به همین نام بر مبنای همین کتاب، پیش از این ساخته بود. ک